# 安井純子
安井 純子（やすい じゅんこ、1960年7月25日 - ）は、兵庫県出身の日本の女子プロゴルファーである。島田幸作に師事。

## 経歴
21歳でゴルフを始める。兵庫県立家島高等学校(当時、兵庫県立姫路東高等学校家島分校)卒業。
1984年、プロテストに合格し、翌年日本女子プロゴルフ協会 (JLPGA) に入会 (47期) 。
1988年、「フジサンケイレディスクラシック」でツアー初優勝。賞金ランキングも17位で初のシード権獲得。
1989年、「徳島月の宮レディスクラシックオープン」で優勝。賞金ランク12位。
1990年、「東鳩レディスゴルフトーナメント」、徳島月の宮レディス、「旭国際レディース」、「スタンレーレディス」と年間4勝。とりわけ徳島月の宮レディスは5人でのプレーオフという激戦を制した。賞金ランク3位で自己最高。
1991年、東鳩レディス、「ダンロップレディスオープンゴルフ」と年間2勝。「スカイコートレディース」ではプレーオフで森口祐子に敗れた。同年はホールインワンを2度記録。賞金ランク5位。
1992年、「大王製紙エリエールレディスオープン」で優勝。賞金ランク3位で自己最高タイ。
1993年、東洋水産レディス北海道でプレーオフに出場するも村井真由美に敗れた。優勝なく、賞金ランク17位。
1994年、優勝なく、賞金ランク23位。
1995年、フジサンケイレディスで優勝。賞金ランク10位。
1996年から1998年は優勝なく、賞金ランクは順に36位、35位、52位。
1999年、「廣済堂レディス」、「住友VISA太平洋クラブレディース」の年間2勝。賞金ランク11位。
2000年、東洋水産レディス北海道、新キャタピラー三菱レディース、フリスキー大阪女子オープンの年間3勝。不動裕理の賞金女王が確定する直前まで賞金ランク2位だった。最終的に5,933万円余を獲得し、賞金ランク5位。
2001年以降は優勝がなかったが、2002年には生涯獲得賞金で5億円を突破。
後年は鬼澤信子などを指導している。

## 優勝歴

### JLPGAツアー (15)
| No. | 日程                    | 大会名                                           | スコア                | 2位との差  | 2位（タイ）                             |
| --- | ----------------------- | ------------------------------------------------ | --------------------- | ---------- | --------------------------------------- |
| 1   | 1988年9月2-4日          | フジサンケイレディスクラシック                   | ―9 (66-73-71=210)     | 1打差      | シンディ・ラリック                      |
| 2   | 1989年4月14-16日        | 徳島月の宮レディスクラシックオープン             | －1 (69-72-74=215)    | プレーオフ | 柏戸レイ子                              |
| 3   | 1990年3月30日-4月1日    | 東鳩レディスゴルフトーナメント                   | －2 (68-72-74=214)    | プレーオフ | 山口香代子                              |
| 4   | 1990年4月13-15日        | 徳島月の宮レディスクラシックオープン             | －12 (65-69-70=204)   | プレーオフ | 柏戸レイ子 塩谷育代 中島エリカ 寺沢範美 |
| 5   | 1990年7月13 - 15日      | 旭国際レディース                                 | －7 (68-66-75=209)    | 2打差      | 谷福美, 寺沢範美                        |
| 6   | 1990年7月27 - 29日      | スタンレーレディスゴルフトーナメント             | －8 (70-67-71=208)    | 1打差      | 黄玥珡                                  |
| 7   | 1991年4月5-7日          | 東鳩レディスゴルフトーナメント                   | －9 (70-68-33=171)*   | 7打差      | 涂阿玉                                  |
| 8   | 1991年6月20-23日        | ダンロップレディスオープンゴルフ                 | －5 (74-68-70-71=283) | 3打差      | 森口祐子                                |
| 9   | 1992年11月20-22日       | 大王製紙エリエール女子オープンゴルフトーナメント | －9 (66-71-70=207)    | 6打差      | 池渕富子, 島袋美幸 ローラ・デービース   |
| 10  | 1995年9月1-3日          | フジサンケイレディスクラシック                   | －4 (69-73=142)*      | プレーオフ | 中野晶                                  |
| 11  | 1999年5月28-30日        | 廣済堂レディスゴルフカップ                       | －1 (73-70-72=215)    | プレーオフ | 島袋美幸                                |
| 12  | 1999年7月23 - 25日      | 住友VISA太平洋クラブレディース                   | －6 (70-72-68=210)    | 2打差      | 高村亜紀                                |
| 13  | 2000年7月14 - 16日      | 東洋水産レディス北海道                           | －12 (66-64-74=204)   | 4打差      | 那須美根子                              |
| 14  | 2000年8月18 - 20日      | 新キャタピラー三菱レディース                     | －4 (72-68-75=215)    | プレーオフ | 那須美根子                              |
| 15  | 2000年9月29日 – 10月1日 | フリスキー大阪女子オープンゴルフトーナメント     | －8 (68-71-69=208)    | プレーオフ | 藤野オリエ                              |

- は短縮競技

## 記録

### プレーオフ連勝
- 4連勝 – 大迫たつ子、黄璧洵、岡本綾子、服部道子、不動裕理（2回）、イ・ボミに並ぶ最長記録[3]。通算でも7勝2敗と得意としており、7勝目直後には「プレーオフに持ち込めば勝てる、と思ってます。気分的にも前向きになれます」とコメントしている[4]。